# قلعة الهادي الشرقية
قلعة الهادي الشرقية قرية سورية تتبع ناحية اليعربية في منطقة المالكية التابعة لمحافظة الحسكة. بلغ عدد سكانها 875 نسمة عام 2004.
سميت على اسم مؤسسها الشيخ الهادي بن العاصي الجربا عام 1935م. ودفن بها.
فيها: 
- تل اثري
- مستوصف
- مسجد
- سوق المواشي
- مدرسة ابتدائية
- مدرسة اعدادية